# Избори за српског члана Предсједништва Босне и Херцеговине 1998.
Избори за српског члана Предсједништва Босне и Херцеговине 1998. одржани су 13. септембра као дио општих избора у БиХ. Побједио је Живко Радишић. Број важећих гласова био је 701.561, а неважећих 145.601.

## Резултати
| Кандидат                                                | Политички субјекат    | Број гласова | %    | Изабран / Није изабран |
| ------------------------------------------------------- | --------------------- | ------------ | ---- | ---------------------- |
| Живко Радишић                                           | Слога                 | 359.937      | 51,3 | изабран                |
| Момчило Крајишник                                       | СДС - СРС             | 314.236      | 44,8 |                        |
| Остали кандидати                                        |                       | 27.388       | 3,9  |                        |
| Укупно важећи гласови                                   | Укупно важећи гласови | 701.561      | 100  | -                      |
| Извор:Републички завод за статистику - Република Српска |                       |              |      |                        |